# Calzada México-Tacuba
La Calzada México-Tacuba es una de las cuatro calzadas originales que fueron construidas por los mexicas cuya función principal era comunicar a México-Tenochtitlan, situada en un islote del lago de Texcoco, con las poblaciones adyacentes ubicadas en la ribera del lago o en las partes altas del valle y los caminos de tierra firme. El trazo de esta calzada conectaba a la capital tenochca con Tlacopan —actualmente Tacuba—, ubicada en tierra firme y al oeste del Valle de México. A través de esta población se accedía a los caminos hacia otros pueblos en el poniente de la cuenca de México.
Dicha función con que fue creada esta calzada se ha mantenido hasta los tiempos recientes, ha sido sitio de importantes acontecimientos y ha ocupado diversos usos a lo largo de su historia. Por esta calle se retiraron las tropas de Cortés durante el evento conocido como la Noche Triste, y una vez consumada la conquista buena parte de la vìa fue usada como trayecto de uno de los dos acueductos que abastecieron de agua a la capital virreinal, así como también sirvió asiento a lo largo de su trayecto de varias residencias de campo de algunos nobles españoles. Fue uno de los ejes de urbanización al poniente de la capital del México decimonónico, por el cual se trazaron las nacientes colonias como la Santa María la Ribera o la Colonia San Rafael, así como de varios lugares de recreo de los capitalinos entre los que sobresalen los ya desaparecidos tívolis, destacando de entre todos ellos el de San Cosme. Hoy, con un aspecto muy diferente al original (el lago que atravesaba fue desecado), ensanchada en la mayor parte de su recorrido por el que atraviesa varias colonias o barrios que en su momento fueron considerados distantes de la ciudad y zonas de veraneo y que hoy ya forman parte de la misma, ha pasado a conformar una más de las vías rápidas de la ciudad para comunicar a la zona de Tacuba y barrios aledaños con la zona centro de la Ciudad de México.
A lo largo de tiempo, los tramos que conforman esta avenida ha cambiado su denominación en más de una ocasión, lo anterior debido en parte a algún evento que ocurrió en alguna parte del trayecto, o al haber pasado por algún sito o poblado que alguna vez fue importante o para conmemorar a algún personaje importante de la historia de México. Los nombres que en todo su trayecto conserva a la fecha son los siguientes:
- En la zona del Centro Histórico de la Ciudad de México se conoce como Calle de Tacuba, originándose en la parte Norte de la Plaza del Empedradillo  y la calle de Monte de Piedad hasta desembocar en el cruce con el Eje Central Lázaro Cárdenas;
- El tramo que va del Eje Central Lázaro Cárdenas hasta el Eje 1 Poniente el cual delimita la parte Norte de la Alameda Central, es conocido como Avenida Hidalgo;
- Desde el Eje 1 Poniente hasta el cruce con la Avenida de los Insurgentes se denomina Avenida México - Tenochtitlan;
- El tramo que se forma desde la Avenida de los Insurgentes hasta el cruce con el Circuito Interior Bicentenario se conoce como Ribera de San Cosme;
- Ya en el último trayecto que va del Circuito Interior Bicentenario, el cual atraviesa el antiguo pueblo de Tacuba y llega hasta el paradero de autobuses de Cuatro Caminos cercano a las Lomas de Sotelo, se le conoce ya como la Calzada México-Tacuba.[1]

## Trayecto
El trazo actual de la calzada conserva más o menos el trayecto original con que fue planeada y levantada sobre las aguas del lago por el pueblo de los mexicas, y a la fecha recorre de Oriente a Poniente en ambas direcciones la Ciudad de México a excepción de algunos tramos, siendo estos los siguientes: El que corresponde a la de la Calle de Tacuba en el Centro Histórico de la Ciudad de México y que va de Oriente a Poniente, comenzando dicha calle a la altura de la parte Norte de la Plazuela del Empedradillo; la parte Oriente de la Avenida Hidalgo cuyos sentidos de la calle, a la altura del Palacio de Bellas Artes, van de Oriente a Poniente, por este tramo circula el Metrobús; y por último el antiguo tramo que llevaba al pueblo de San Bartolo Naucalpan desde el pueblo de Tacuba y que va en sentido de Poniente a Oriente, hasta la altura del Panteón Sanctorum y la terminal de la estación Cuatro Caminos del metro de la Ciudad de México en las Lomas de Sotelo.

## Historia

### Periodo Prehispánico
La calzada formó originalmente parte de las cuatro calzadas principales que los Mexicas levantaron para comunicar a su ciudad, México-Tenochtitlán, la cual en ese tiempo se encontraba rodeada por las aguas del Lago de Texcoco con la parte continental del  Valle de México, quedando así unida la ciudad prehispánica hacia el Oriente con la entonces capital del señorío de Tlacopan y con el cual, junto al señorío de Texcoco, pasarían a formada la llamada Triple Alianza hacia el siglo XV para entonces vencer al señorío tepaneca de Azcapotzalco.
Esta vía también fue en los tiempos prehispánicos, junto con la Calzada de Iztapalapan una de las más transitadas en la ciudad, estado que ha mantenido hasta la fecha. Por la calzada entraban a la capital azteca una gran cantidad de productos que eran traídos a la ciudad tanto por cuestiones de comercio, que en ese periodo era una de las actividades más importantes (como lo muestra el propio Hernán Cortés durante su vistia al mercado de Tlateloco), y personas que venían también por las cuestiones religiosas o militares.
Para tener idea de lo que significó esta vía dentro de las obras de ingeniería llevadas a cabo por el pueblo Mexica, en aquel tiempo la calzada contaba con una distancia de 3.6 km y a lo largo del trayecto tenía no menos de 7 puentes levadizos, lo anterior para evitar que de alguna forma se llegara a separar parte de las aguas del Lago de Texcoco y que pudieran crear inundaciones en que, por consecuencia, se viera afectada tanto la ciudad prehispánica como los poblados establecidos a orillas del lago. Siendo la descripción anterior uno de los ejemplos de como el pueblo Azteca mantenía estable el equilibrio de las aguas del lago a fin de evitar inundaciones.

### La Conquista

Aspecto de la Ciudad de México en el. Se puede apreciar que conserva su aspecto lactustre; y en primer plano se puede ver al acueducto que traía el agua desde el poblado de Santa Fe y que llegaba hasta la zona norte de la Alameda por la Calzada de Tacuba.

Durante la conquista, por ésta calzada se retiraron los españoles durante el suceso conocido como La Noche Triste el 30 de junio de 1520, tomando el rumbo hacia el Poniente del valle donde, a la altura de la zona conocida como Popotla caracterizada por ser zona de Tulares (Así se le conoce a los bosques conformados por Ahuehuetes), según dice la tradición, lloró el propio Hernán Cortés la derrota de sus tropas a los pies de uno de estos sabinos y cuyos restos del tronco hoy en día, seco y protegido por una reja de los atentados y la falta de conciencia, todavía se conservan en este lugar. A la altura de los límites que mantenía dicho poblado y cercano al citado árbol se levantó durante el Virreinato una capilla de modestas dimensiones en el sitio para recordar tal suceso, la cual con algunas reformas, aún se mantiene en pie.
Otras de las obras para remerorar la toma de la capital azteca por los conquistadores y la trágica batalla perdida por estos, también se edificó, por órdenes del propio Hernán Cortés, una ermita erigida por Juan Garrido en donde se diera sepultura cristiana a los soldados caídos y se dieran oficios religiosos en su memoria. La capilla se erigió en honor a San Hipólito, a quien se celebra el 13 de agosto, siendo ese día de 1521 la toma de la ciudad. De este templo de modestas proporciones, que después sería ampliado y modificado, Bernal Díaz del Castillo relata:

"Una iglesia que nosotros hicimos luego de la destrucción de Tenochtitlan haciendo la donación en propiedad del solar que ocupara el cabildo, el 11 de agosto de 1524, debiendo advertir que en la primera acta del libro de cabildos con fecha 8 de marzo del mismo año, aparece citada la propiedad de Garrido, que poco después fue la ermita dedicada a San Hipólito, ya que la consumación de la conquista ocurrió el 13 de agosto"

#### La calle de Puente de Alvarado

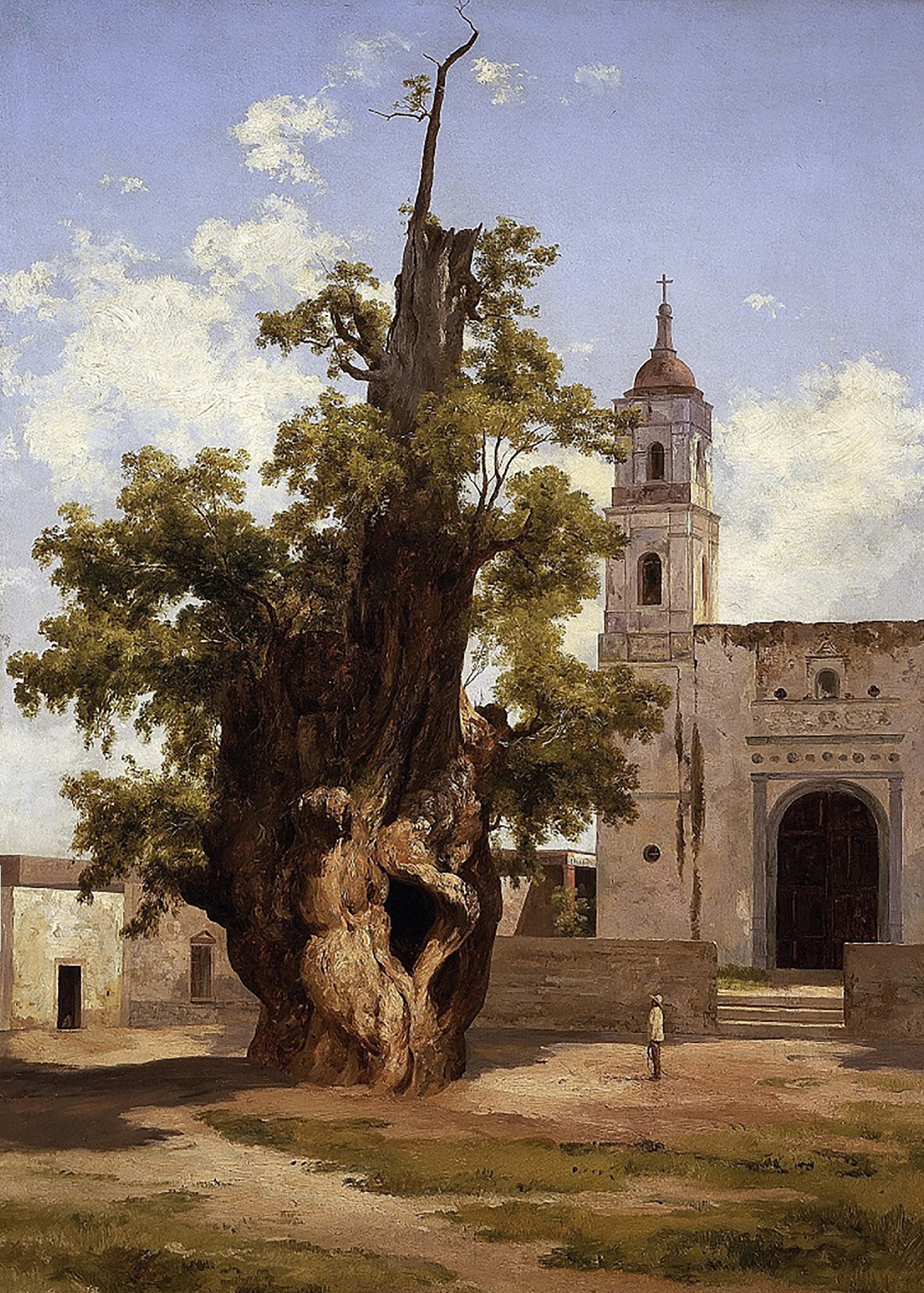
Aspecto del ahuehuete, o "Árbol de la Noche Triste" hacia el siglo XIX, de una pintura realizada por José María Velasco. Al fondo, se aprecia la ermita levantada por los españoles.

Otro de los hechos vinculados a la vía fue el momento posterior a la Matanza de Tóxcatl  conocida también como la matanza del patio del Templo Mayor, la cual ocurrió el mismo día previo al evento de la Noche Triste y da nombre a uno de los tramos de la calzada. Dicho suceso se basa en la conseja transmitida por tradición asegurando que el capitán de Hernán Cortés, Pedro de Alvarado, quien se dice ordenó dicha matanza, al salir de la ciudad y tomar la calzada como vía de retirada con sus tropas y el botín tomado por éstas, al ser sorprendios de inmediato se vieron rodeados de aquellas del enemigo quienes ya le habían cortado el paso a la altura del tercera cortadura de la calzada. Ante tal situación, Alvarado salvó su vida utilizando una enorme lanza como garrocha para atravesar el foso y así con tal acto salvar su vida. Ante tal suceso se le conoció este tramo de la vía como Puente de Alvarado.
Una vez reorganizado el ejército de Cortés y el de sus aliados, durante el asedio y sitio de la capital azteca, esta calzada así como las demás vías de acceso terrestre y el acueducto de Chapultepec fueron destruidos con el fin de cortar todo acceso a la ciudad. De esta forma se perdió el sistema hidráulico que los indígenas habían creado y que tenía como función contener el agua del Lago de Texcoco así como el de las corrientes de agua que bajaban de la serranía que circundaba no solo parte del ámbito de Tacuba, sino de la parte Poniente del  Lago de Texcoco. Como consecuencia a la destrucción de este y los demás sistemas hidráulicos creados por los mexicas, se produjo una serie de inundaciones, las cuales sufrió la capital Virreinal durante los 300 años que duró la colonia, e incluso durante el siglo XIX y hasta bien entrado el siglo XX.

### Época colonial

#### La calzada y la ciudad colonial
Los cambios más representativos en la calzada durante el periodo colonial a la altura del trayecto que comprendía desde la entonces llamada "Calzada de la Verónica" (hoy Avenida Melchor Ocampo, parte del Circuito Interior) hasta el trayecto de la Calle de Tacuba.
Una gran extensión de terreno que comprendía desde el Bosque de Chapultepec hasta esta la Calzada México-Tacuba eran tierras donde se ubicaron los ranchos y huertas que Cortés y Juan Jaramillo se adjudicaron. Con el tiempo se fueron estableciendo otros ranchos y solares de importancia en aquel entonces, como el Rancho de Santo Tomás y la Casa de los Once Mil Árboles.

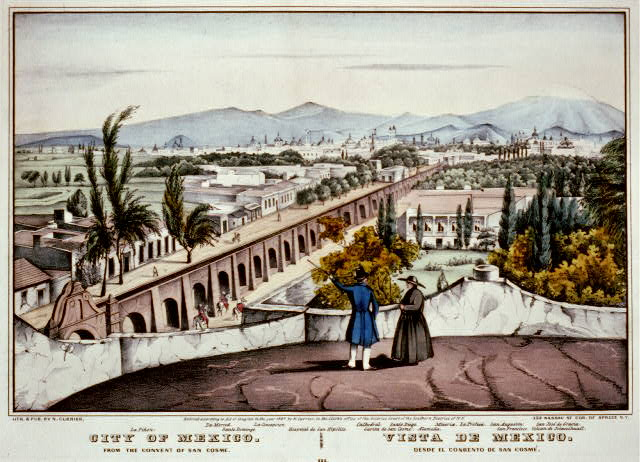
La calzada en una litografía hacia mediados del. Todavía se aprecia el antiguo acueducto en pie.

Para traer el agua desde el poblado de Santa Fe se mandó a levantar, en el siglo XVI un acueducto que llevaría la llamada agua delgada desde éste poblado hasta la parte posterior del Convento de Santa Isabel y frente a la llamada Casa de la Mariscala. Tal obra constaba de 900 arcos y su recorrido pasaba por el Bosque de Chapultepec, seguía el trayecto de la ya mencionada Calzada de la Verónica doblando en el punto conocido como La Tlaxpana (significa lugar barrido, y en este punto se ubicó una hermosa fuente), y llegaba hasta la fuente conocida como De la Mariscala. Al tramo en que doblaba dicho acueducto y llegaba hasta la ciudad se le conoció como el Acueducto de la Tlaxpana su trayecto hizo que parte de la calzada se conociera como De la Taxpana en el punto que doblaba el acueducto rumbo a la ciudad.
A lo largo de la calzada se vieron establecidos los conventos de algunas de las órdenes religiosas que llegaron a la Nueva España, fundando adjunto a los mismos, hospitales y escuelas dedicados tanto a la salud y la educación de la población. Los nombres con que se llegó a conocer primero a la parte de ésta calzada ubicada frente a la alameda fueron Calle de San Hipólito y la Calle de San Juan de Dios, debido a los dos conventos que se fundaron por los hermanos hipólitos en el año de 1567 y por los juaninos en el año de 1604 respectivamente. Después se irían estableciendo otros conventos a lo largo de la avenida, por lo cual a los tramos en los que se fueron ubicando se les conoció también como Calle de la santa Veracruz (por la iglesia leventada en la plaza del mismo nombre), la Calle del Portillo de San Diego por el templo y convento de los dieguinos, y la Calle de San Fernando por encontrarse el templo y colegio de propaganda fide establecidos a esa altura de la calzada. Los franciscanos se establecieron en el poblado de Tacuba hacia al año de 1535 en donde levantaron un templo y convento.
Las festividades con carácter civil no faltaron. Común y de carácter anual era la festividad conocida como el Paseo del Pendón, la cual se realizaba cada 13 de agosto para conmemorar la caída de la ciudad azteca; dicha procesión partía del Templo de San Hipólito.

## SigloXIX
El solo trazo de la calzada fue aprovechado para que los terrenos de las rancherías y huertas que se ubicaron a lo largo de su trayecto fueran fraccionados, surguiendo así las primeras colonias de la Ciudad de México como la Colonia Guerrero y Santa María la Ribera.
Ya comenzada la vida independiente, en los campos y despoblados cercanos a la calzada se establecieron algunos sitios de recreo para los habitantes de la Ciudad de México los cuales se conocieron con tívolis, estos llegaron a contar con grandes zonas arboladas, fuentes, hermosos jardines y algunos cenadores para las llamadas soirees, los cuales fueron muy frecuentados y muy concurridos en su tiempo. Se conocen el llamado Tívoli de San Cosme, el del Eliseo y el del Ferrocarril. El más famoso fue el de San Cosme.
Los arcos del acueducto de Santa Fe sobrevivieron hasta el año de 1892 cuando cayeron en desuso y fueron derribados.

## SigloXX

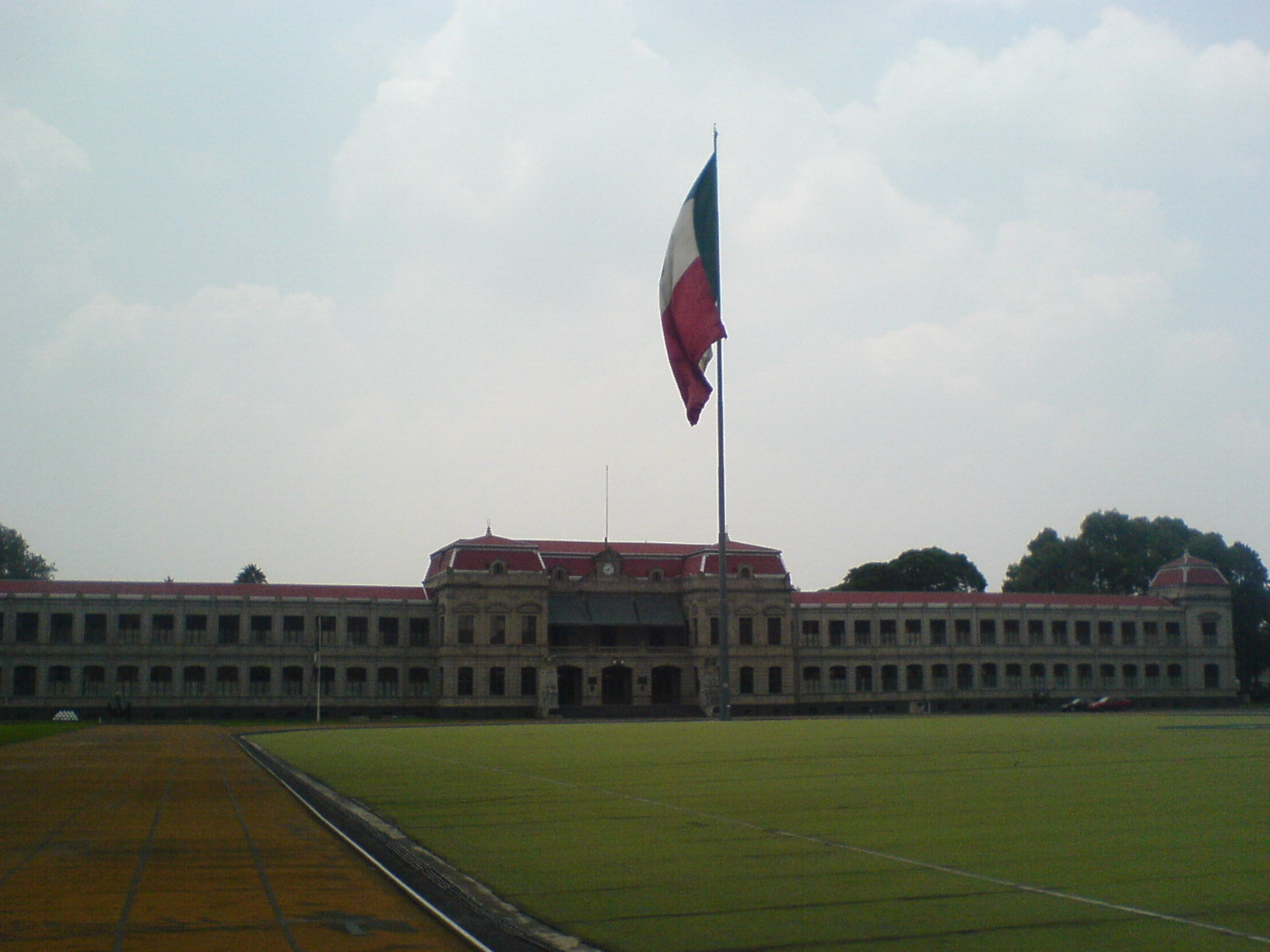
Fachada de la Escuela Militar de Ingenieros del Heroico Colegio Militar de México.

Para 1930 la calzada todavía atravesaba algunos campos de cultivo y pequeños pueblos que se fueron convirtiendo en zonas de veraneo, aprovechando el trazo de la calzada se levantaron algunas quintas y villas a lo largo de ésta desde San Cosme hasta los poblados de Popotla y Tacuba. El poblado de Tacuba era en ese tiempo la cabecera municipal
Dentro de las grandes obras viales llevadas a cabo por  Ernesto Peralta Uruchurtu como regente de la Ciudad de México, se proyectó y se puso en marcha la creación de una vía rápida que comunicara desde el poblado de Tacuba, ya integrado a la mancha urbana de la ciudad, con los nuevos fraccionamientos habitacionales de los municipios mexiquenses de Naucalpan y Tlalnepantla. La nueva avenida contaba con un enorme anillo vial el cual se levantó la altura de la gran plaza y la glorieta de Tacuba.

## SigloXXI
El 19 de agosto de 2021, con motivo de los 500 años de Resistencia Indígena, se presentó el cambio de nomenclatura de Puente de Alvarado por el de Avenida México - Tenochtitlan, para así honrar la memoria histórica de quienes cayeron en la guerra entre 1519 y 1521.

## Transporte
La calzada se ha convertido en una de las vías rápidas de la Ciudad de México. En Tacuba se encuentra establecido un paradero de autobuses que van a distintos rumbos del Poniente de la ciudad y la zona metropolitana.
La Línea 2 del Metro de la Ciudad de México recorre todo el trayecto de ésta, encontrándose las estaciones de Tacuba, Cuitláhuac, Popotla, Colegio Militar, Normal, San Cosme, Revolución, Hidalgo, Bellas Artes y Allende.
La atraviesan otras avenidas importantes con las que se conecta, como son desde Tacuba al Centro histórico de la Ciudad de México, las siguientes: El Parque Vía Aquiles Serdán, La Avenida Cuitláhuac, La Calzada Gral. Mariano Escobedo, el Circuito Interior Bicentenario, la Avenida de los Insurgentes, el Paseo de la Reforma y el Eje Central Lázaro Cárdenas.
La estación del Metrobús que pasa por ésta es Revolución.

## Principales lugares de interés
La antigua calzada discurre por las actuales calles: Calzada México-Tacuba, Ribera de San Cosme, Avenida México - Tenochtitlan, Avenida Hidalgo y Calle Tacuba), atravesando las colonias de Santa María la Ribera, Popotla, Tlaxpana,  San Rafael, Buenavista y Tabacalera.
Se listan de occidente a oriente los principales monumentos históricos ubicados a lo largo de la misma:
- Parroquia de Tacuba (1584), levantada por la orden franciscana y que se le atribuye al arquitecto novohispano Pedro de Arrieta.
- Parroquia de Nuestra Señora del Pronto Socorro
- Árbol de la Noche Triste
- Casa de los Mascarones (1766-1771)
- Templo de San Cosme y San Damián.
- Museo Nacional de San Carlos (Antiguo Palacio del Conde de Buenavista). (1798-1805)
- Templo de San Fernando y Panteón de San Fernando (1735-1751)
- Templo de San Hipólito (1559)
- Alameda Central.
- Iglesia y Plaza de la Santa Veracruz (1759-1776)
- Casa de Hernán Martín, en el n.º 4 de la calle Tacuba (1527)
- Palacio Postal (1902-1907), donde anteriormente se ubicaba el Hospital de Terceros. Actualmente en su cuarto piso aloja el Museo Histórico Naval.
- Antiguo Hospital de Betlemitas, actualmente Museo Interactivo de Economía.
- Plaza Manuel Tolsá, donde se ubican el Palacio de Minería (1793), el Palacio de la Secretaría de Comunicaciones y Obras Públicas (actual Museo Nacional de Arte de 1900, antiguamente se ubicaba el Convento de San Andrés, donde fue embalsamado Maximiliano de Habsburgo), y la Estatua ecuestre de Carlos IV (1803).
- Casa del poeta Francisco González Bocanegra, en el n.º 48 de la calle Tacuba, donde escribió el Himno Nacional Mexicano en 1857.
- Ex Convento de Santa Clara, actual Biblioteca del H. Congreso de la Unión (siglo XVI), en el n.º 29.
- Café de Tacuba, en el n.º 28 (antigua lechería en la que se fundó el famoso café en 1912).